# Andrija Pavlović
Andrija Pavlović (Beograd, 16. studenog 1993.) je srbijanski nogometaš, koji trenutačno nastupa za F.C. København. Igra na poziciji napadača.

## Klupska karijera
Nogomet je počeo igrati u beogradskome Policajcu, iz kojeg prešao je u beogradski Rad. 2011. godine bio je uključen u prvu momčad. Sezonu 2011./2012. proveo je na posudbi u Paliću, a potom bio je posuđen na pola sezone BASK-u. Siječanja 2014. prešao je u beogradski Čukarički, s kojim je osvojio Kup Srbije sezone 2014./2015. Lipnja 2016. potpisao je petogodišnji ugovor s Københavnom. Za ovaj klub je prvi put nastupao 16. srpnja 2016. na utakmici protiv Lyngbyja koji su pobijedili s 3:0. Sezone 2016./2017. osvojio je s ovim klubom prvenstvo i kup Danske.

## Reprezentativna karijera
25. svibnja 2016 prvi je put nastupio za srpsku reprezentaciju u dobivenoj 2:1 utakmici protiv Cipra.

## Vanjske poveznice
- [neaktivna poveznica] (engl.)
- Pavlović na National Football Teams (engl.)